# Andreas Kruse
Andreas Kruse (* 26. August 1955 in Aachen) ist ein deutscher Psychologe, Gerontologe und Demograph sowie verantwortlicher Autor der Altenberichte des Bundestags. Von 2016 bis 2022 gehörte er dem Deutschen Ethikrat an.

## Werdegang
Kruse wuchs in einem Aachener Medizinerhaushalt als Sohn von Herbert und Waltraut Kruse auf, war Mitglied der Regensburger Domspatzen und studierte später Psychologie, Philosophie und Musik an den Universitäten Aachen und Bonn sowie Musik an der Hochschule für Musik in Köln. Kruse promovierte in Psychologie mit „summa cum laude et egregia“ an der Universität Bonn. Sein Interesse an der Gerontologie wurde von der Altenforscherin und CDU-Familienministerin Ursula Lehr geweckt, die 1986 in Heidelberg das Institut für Gerontologie gründete und ihn als ersten Mitarbeiter einstellte.
1987 verfasste Kruse den Abschlussbericht des Stuttgarter Zukunftskongresses, der das Thema „Altern als Chance und Herausforderung“ hatte. Zwei Jahre später berief ihn die neu ernannte Gesundheitsministerin Lehr in die Kommission für den ersten Altenbericht. In den 1990er Jahren habilitierte sich Kruse mit der Schrift „Kompetenz im Alter in ihren Bezügen zur objektiv und subjektiv bewerteten Lebenssituation“ an der Universität Heidelberg. Von 1991 bis 1993 wurden ihm Lehrstuhlvertretungen an der FU Berlin und der Universität Heidelberg übertragen. 1993 übernahm Kruse den Lehrstuhl für Entwicklungspsychologie der Lebensspanne und wurde Gründungsdirektor des Instituts für Psychologie der Universität Greifswald. 1997 folgte er einem Ruf zurück an die Universität Heidelberg als Nachfolger seiner Mentorin Ursula Lehr, die 1998 emeritiert wurde. Von 1999 bis 2002 war Kruse Mitglied der vom ehemaligen Generalsekretär der Vereinten Nationen, Kofi Annan, einberufenen Kommission zur Erstellung des International Plan of Action on Aging. 2010 bis 2012 war Kruse Mitglied des Wissenschaftlichen Beirats zum Bericht der Bundesregierung über die Lebenslagen von Menschen mit Behinderung. Außerdem war er Mitglied in der Zukunftskommission der Bundeskanzlerin der Bundesrepublik Deutschland als Leiter der Arbeitsgruppe „Generationenbeziehungen“. 2021 wurde Kruse emeritiert. Seitdem ist er Seniorprofessor. Kruse hatte außerdem Gastprofessuren an den Universitäten Jerusalem, Kopenhagen, Lund und Salamanca inne.
In der demografischen Forschung Andreas Kruses geht es um neue Rollen und Aufgaben für ältere Menschen in Europas Gesellschaft. Zwei konkrete Ausflüsse davon sind ein Modell der Lehrerausbildung für deutsche Pflegefachschulen und eine Studie mit Ratschlägen für Alteneinrichtungen. Als schwierigste Aufgabe sieht Kruse die Frage, wie politische Entscheidungsträger zu erreichen sind, um längst notwendige Schritte zur Bewältigung des gesellschaftlichen und persönlichen Alterungsprozesses zu setzen bzw. zu fördern. Kruse ist Mitherausgeber der Zeitschrift für Gerontologie und Geriatrie.
Kruse war Mitglied im interdisziplinären Forschungskonsortium zur Untersuchung des sexuellen Missbrauchs Minderjähriger durch katholische Priester, Diakone und männliche Ordensangehörige im Bereich der Deutschen Bischofskonferenz, die zwischen 2014 und 2018 vom Verband der Diözesen Deutschlands (VDD) veranlasst wurde (MHG-Studie). Von April 2016 bis März 2022 gehörte er dem Deutschen Ethikrat an.
Er ist evangelisch und sagt: „Ich definiere mich aus dem Glauben.“ Kruse ist Mitglied der Synode der Evangelischen Kirche in Deutschland (EKD).

## Auszeichnungen
- 1988: René-Schubert-Preis der Deutschen Gesellschaft für Geriatrie
- 1989: First International Award of the International Association of Gerontology
- 1989: Erster Preis im Medizinischen Wettbewerbes der Zeitschrift für Allgemeinmedizin für das Modellprojekt „Ambulante Begleitung und Pflege sterbender Patienten“
- 1991: Erster Preis des Medizinischen Wettbewerbes der Zeitschrift für Allgemeinmedizin für das Modellprojekt „Ambulante Rehabilitation von Schlaganfallpatienten“
- 1992: Max-Bürger-Preis der Deutschen Gesellschaft für Gerontologie und Geriatrie
- 1997: Erster Generationenpreis des Ministerpräsidenten des Landes Rheinland-Pfalz
- 2002: (zusammen mit der Klinik für Psychosomatik der Westfälischen Wilhelms-Universität in Münster): Wissenschaftler Preis der Deutschen Gesellschaft für Gerontopsychiatrie und -psychotherapie
- 2008: Bundesverdienstkreuz am Bande[6]
- 2010: Ehrendoktorwürde der Universität Osnabrück[7]

## Schriften (Auswahl)
- Kompetenz im Alter in ihren Bezügen zur objektiven und subjektiven Lebenssituation. Steinkopff, Darmstadt 1994.
- (mit Eric Schmitt): Wir haben uns als Deutsche gefühlt. Lebensrückblick und Lebenssituation jüdischer Emigranten und Lagerhäftlinge. Steinkopff, Darmstadt 2000, ISBN 3-7985-1035-0.
- (mit Gereon Heuft und Hartmut Radebold): Lehrbuch der Gerontopsychosomatik und Alterspsychotherapie. E. Reinhardt, München und Basel 2000; 2. Auflage, UTB, Stuttgart 2005, ISBN 3-8252-8201-5.
- (mit Elisabeth Gaber, Gereon Heuft und Peter Oster): Gesundheitsberichterstattung des Bundes – Gesundheit im Alter. Robert Koch-Institut, 2002, ISBN 3-89606-131-3.
- (mit Mike Martin): Enzyklopädie der Gerontologie. Alternsprozesse in multidisziplinärer Sicht. Huber, Bern 2004, ISBN 3-456-83108-0.
- Biografische Aspekte des Alter(n)s. Lebensgeschichte und Diachronizität. In: U. Staudinger und S.-H. Filipp (Hrsg.): Entwicklungspsychologie des mittleren und höheren Erwachsenenalters. (=Enzyklopädie der Psychologie, Band 6). Hogrefe, Göttingen 2005, S. 1–38.
- (mit Eric Schmitt): Adult education. In: J. Birren u. a. (Hrsg.): Encyclopedia of Ageing. Elsevier, London 2006, ISBN 0-12-226860-1, S. 41–49.
- Das letzte Lebensjahr. Zur körperlichen, psychischen und sozialen Situation des alten Menschen am Ende seines Lebens. Kohlhammer, Stuttgart 2006, ISBN 3-17-018066-5.
- Alter. Was stimmt? Die wichtigsten Antworten. Herder, Freiburg 2007, ISBN 3-451-05750-6.
- (mit Thomas Rentsch, Harm-Peer Zimmermann (Hg.)): Gutes Leben im hohen Alter. Das Altern in seinen Entwicklungsmöglichkeiten und Entwicklungsgrenzen verstehen. Heidelberg 2012, ISBN 978-3-89838-667-8.
- Die Grenzgänge des Johann Sebastian Bach. Psychologische Einblicke. Springer, Berlin/Heidelberg 2013, ISBN 978-3-8274-2578-2. Online-Teilansicht
- mit Giovanni Maio, Jörg Althammer: Humanität einer alternden Gesellschaft. Ferdinand Schöningh 2014, ISBN 978-3-506-77943-4.
- Lebensphase hohes Alter. Verletzlichkeit und Reife. Springer, Berlin 2017, ISBN 978-3-662-50414-7.
- Vom Leben und Sterben im Alter. Wie wir das Lebensende gestalten können. Kohlhammer, Stuttgart 2021, ISBN 978-3-17-040586-8.
- Leben in wachsenden Ringen. Sinnerfülltes Leben. Kohlhammer, Stuttgart 2023, ISBN 978-3-17-042121-9.